# Папужка хвилястий
Папужка хвилястий (Melopsittacus undulatus) — вид підродини лорієвих (Loriinae), єдиний представник роду Melopsittacus, який є єдиним родом в трибі Melopsittacini. Це невеликий довгохвостий папуга, що харчується насінням. У природі цей вид має зелено-жовте забарвлення з чорними хвилястими відмітинами на потилиці, спині та крилах. У неволі розводять папужок блакитного, білого, жовтого, сірого забарвлення і навіть з маленькими чубчиками. Молодь і пташенята мономорфні, тоді як дорослих можна відрізнити за забарвленням восковиці та поведінкою.
Вперше описані в 1805 році, хвилясті папужки є популярними домашніми улюбленцями в усьому світі завдяки своїм невеликим розмірам, низькій ціні та здатності імітувати людську мову. Вони, ймовірно, є третіми за популярністю домашніми тваринами у світі, після одомашнених собак і котів. Хвилясті папуги — це кочові зграйні папуги, яких розводять у неволі з XIX століття. Як у неволі, так і в дикій природі хвилясті папуги розмножуються моногамними парами та у будь-який час, коли умови стають сприятливими.
Вони зустрічаються в дикій природі в посушливих частинах Австралії, де вони живуть у суворих умовах вглибині материка вже понад п'ять мільйонів років. Їхній успіх пояснюється кочовим способом життя і здатністю розмножуватися в дорозі. Хвилясті папуги тісно споріднені з лорі та інжировими папугами.

## Історія відкриття виду

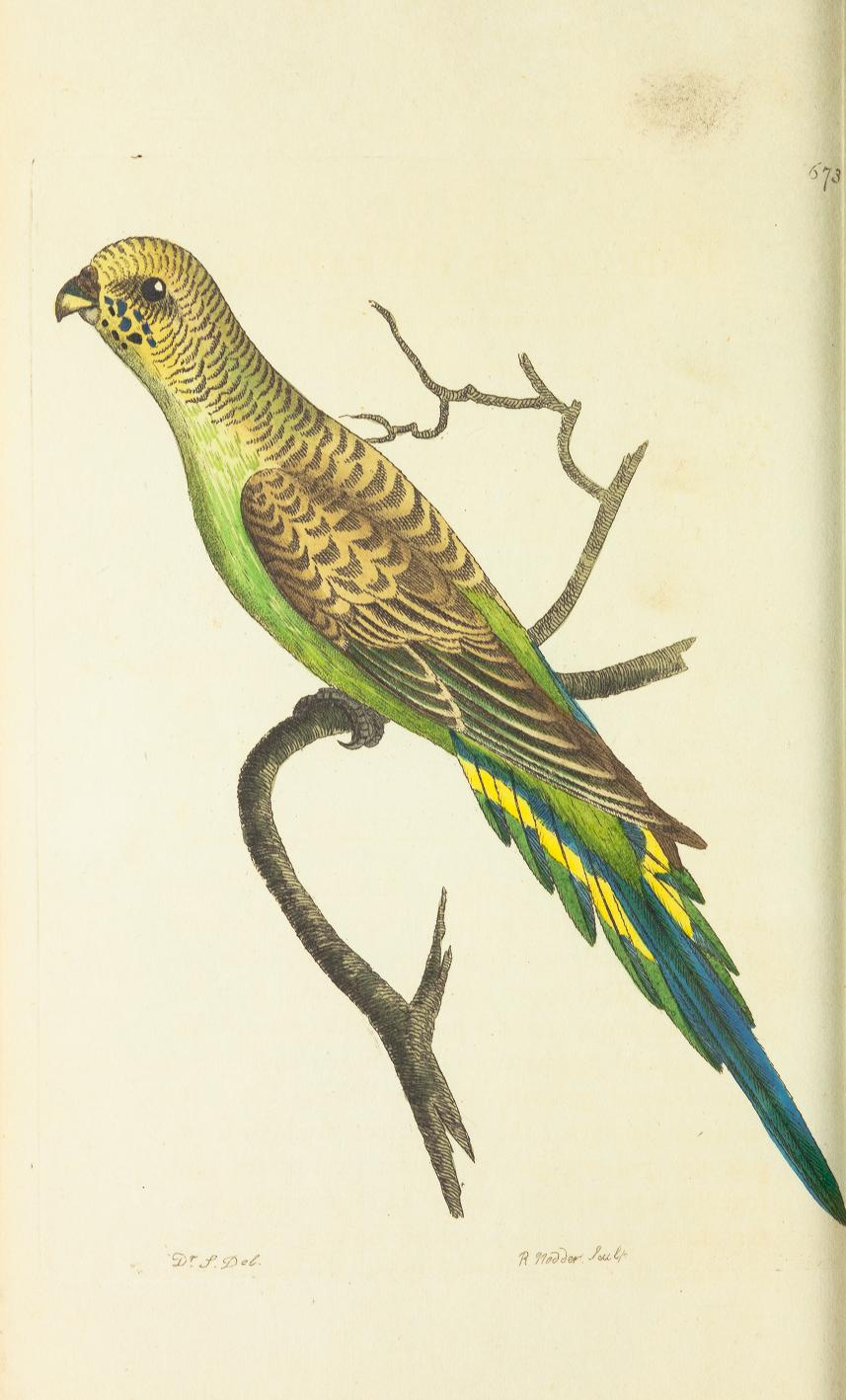
Перше в історії зображення Melopsittacus undulatus, ілюстрація до опису, Фредерік Ноддер

Хвилястих папужок вперше описав в 1805 році англійський природодослідник Джордж Шоу. Тоді ж його колега художник Ф. Ноддер зробив перший малюнок цього птаха. У 1831 році відвідувачі музею Товариства К. Ліннея вперше побачили опудало цього птаха. Сучасну біноміальну назву папузі дав британський орнітолог Джон Гулд у 1840 році. 
Назва роду Melopsittacus у перекладі з давньогрецької означає «мелодійний папуга». Видова назва undulatus з латинської означає «хвилястий» або «хвилеподібний».

### Таксономія
Колись хвилястого папугу вважали проміжною ланкою між родами Neophema і Pezoporus на основі смугастого оперення. Однак філогенетичні дослідження 2000-х років з використанням послідовностей ДНК відносять хвилястих папуг як найбільш наближених до лорі (триба Loriini) та інжирових папуг (триба Cyclopsittini).

## Опис

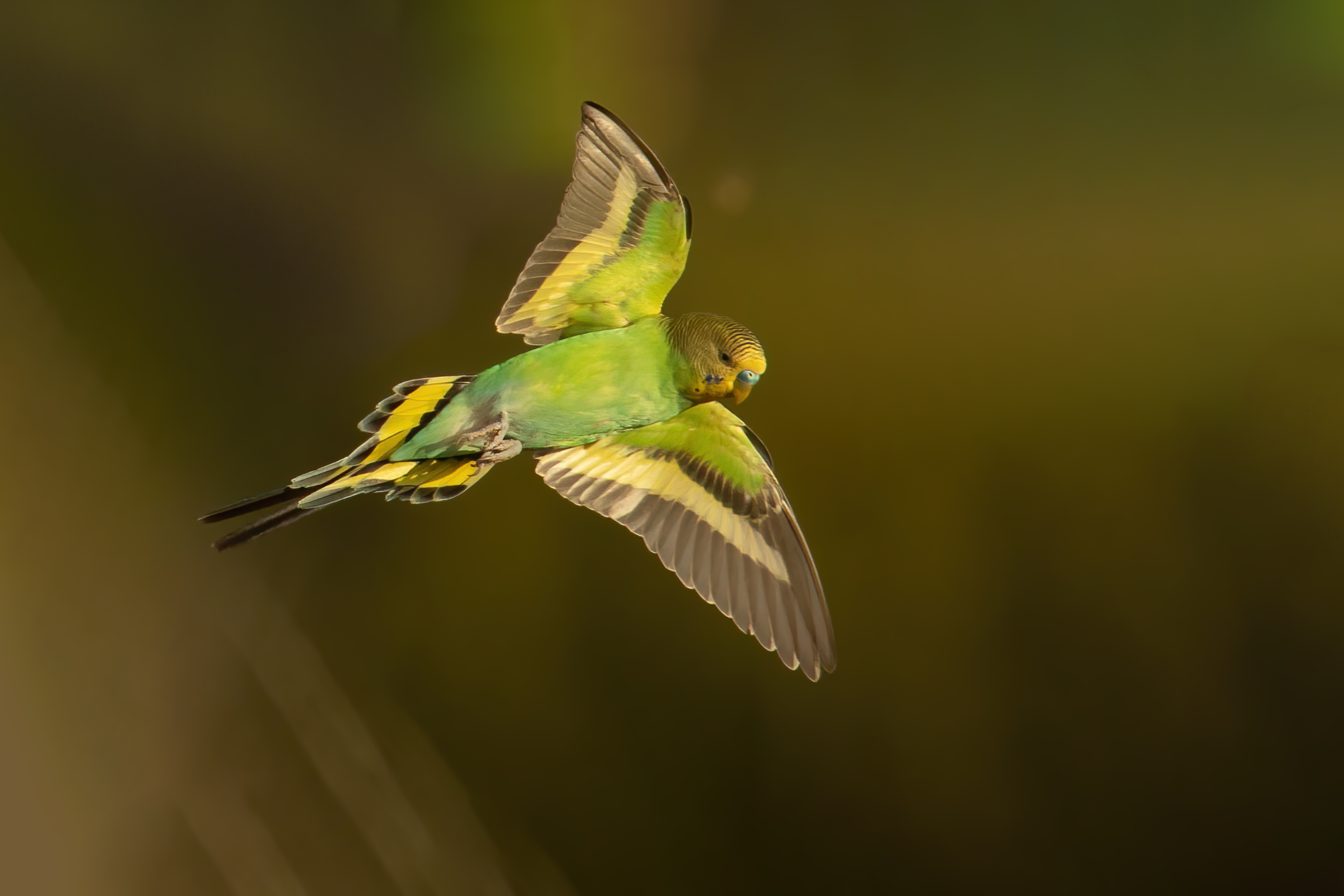
Хвилястий папуга, Маунт Хоуп, Новий Південний Уельс

Дикі хвилясті папужки в середньому 18 см завдовжки, мають вагу у 30—40 грамів та розмах крил 30 см. Значна частка довжини тіла припадає на хвіст. У своєму природному австралійському середовищі існування хвилясті папужки помітно менші, ніж ті, що живуть у неволі. Дикі птахи мають світло-зелене оперення (черевця та спини), на крилах та плечах — чорні плями (у пташенят і молодих птахів — чорнуваті), облямовані чіткими жовтими хвилястими лініями. У дорослих особин лоб і морда жовті.
Два щонайдовші пера хвоста чорно-сині, решта зеленувато-синіх з широкою жовтою облямівкою в середині. Махове пір'я першого порядку зелене, зовні жовті. Кінці опахал облямовані чорною смужкою, в середині жовті плями, які утворюють смужку в нижній частині крила. Махові другого і третього порядку коричнево-чорні з жовтим обідком. Як і більшість видів папуг, оперення хвилястих папуг флуоресціює під дією ультрафіолетового світла — це феномен, можливо, пов'язаний із привабленням та вибором партнера.
Це стрункі птахи з відносно високими ногами, товстим, сильним дзьобом, зігнутим як у хижих птахів. У більшості папуг на внутрішній стороні над дзьобом є вузькі рогові зубці, які на зразок напилка відточують передню частину над дзьобом та очищають зерна від лушпиння, а також використовуються для зривання плодів і їхнього розгризання. Хвіст довгий, східчастої форми. Очі темно-сині, райдужка біла. Хвилясті папужки мають тетрахроматичний колірний зір, хоча всі чотири класи колбочок не можуть працювати одночасно, хіба що під сонячним світлом або ультрафіолетовою лампою. Дзьоб оливково-сірий, лапки блакитнувато-сірі, з зигодактильними пальцями (два пальці спрямовані вперед і два назад).

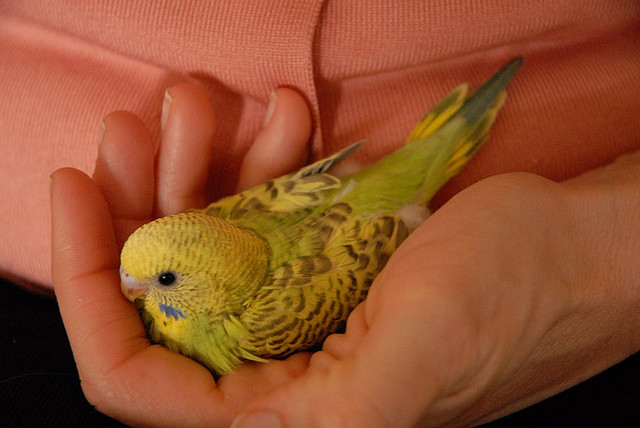
Пташеня місячного віку

Колір восковиці (області, що містить ніздрі) різниться між статями, у самців лавандовий/блакитний, у самок — від блідо-коричневого/білого (звичайний стан) до коричневого (у сезон розмноження), а у молодих птахів обох статей — рожевий. У деяких самиць хвилястих папуг в період розмноження восковиця забарвлюється в коричневий колір, та згодом повертається до нормального окрасу. Самиці хвилястих папуг демонструють більш домінантну поведінку порівняно з самцями виду і можуть поводитися агресивно щодо них. Самці-альбіноси, лютино, темноокі пегі зберігають незріле пурпурно-рожеве забарвлення восковиці на все життя.

### Кольорові мутації
Цей вид папуг був виведений у неволі в багатьох різних кольорах і відтінках (наприклад, блакитний, сірий, сіро-зелений, пегий, фіолетовий, білий, жовто-блакитний). Усі хвилясті папужки в неволі поділяються на дві основні групи забарвлень: білі (блакитні, сірі та білі) і жовті (зелені, сіро-зелені та жовті). В цей час існує щонайменше 32 первинні мутації (включаючи фіолетову), сотні можливих вторинних мутацій (стійкі комбіновані первинні мутації) і кольорових різновидів (нестійкі комбіновані мутації).

## Екологія

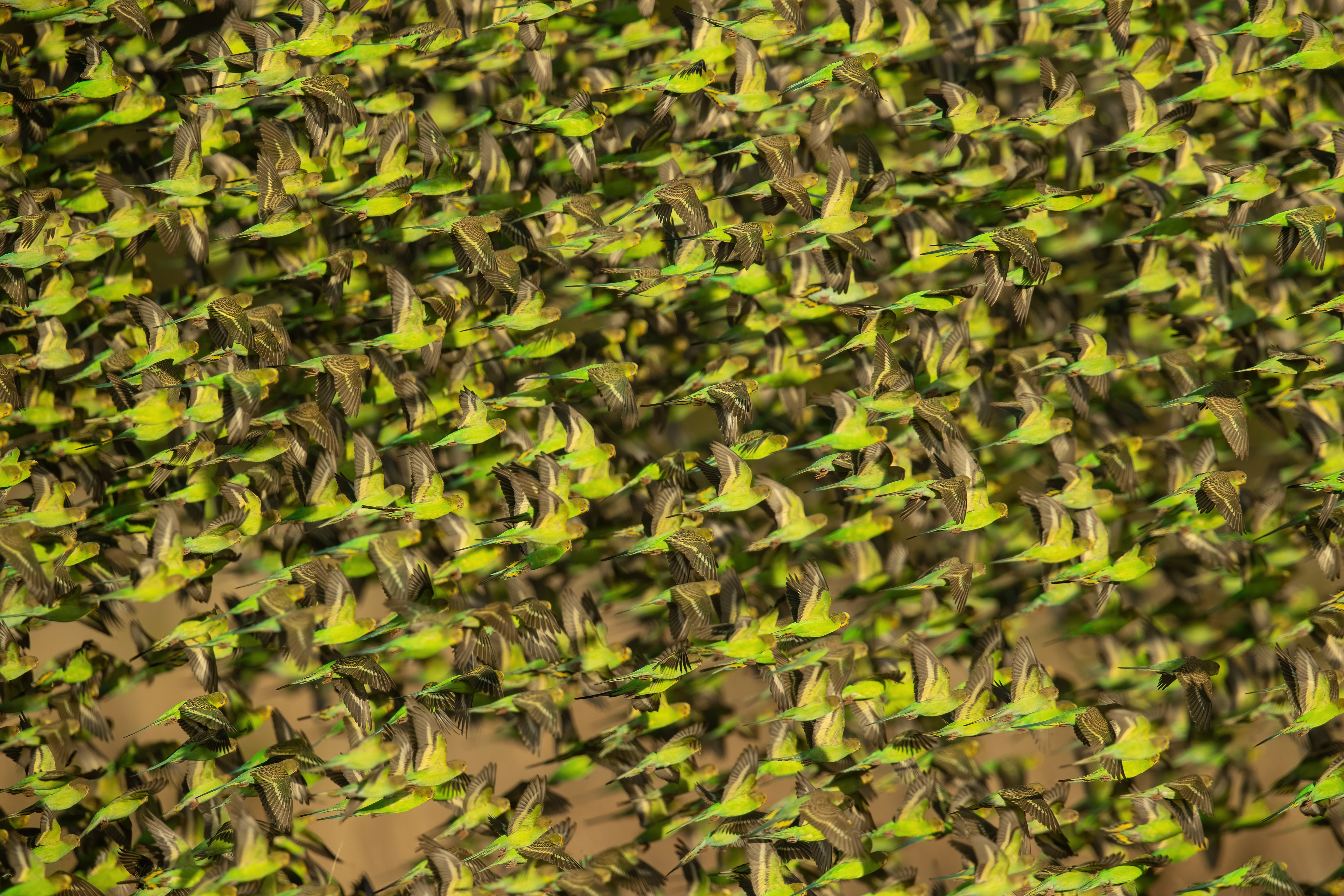
Колонія хвилястих папужок у польоті. Новий Південний Уельс, Австралія

Хвилясті папуги — кочівні птахи, їхні зграї мігрують з місця на місце, коли умови навколишнього середовища змінюються. Хвилясті папужки зустрічаються у відкритих біотопах, переважно в скребах, відкритому рідколіссі і полях Австралії. Зазвичай птахи тримаються невеликими зграями, але за сприятливих умов можуть утворювати дуже великі колонії. Їхні горлові плями відбивають ультрафіолет і можуть використовуватися для ідентифікації членів зграї. Кочовий рух зграй пов'язаний з доступністю їжі та води, посуха може витіснити їх у більш лісисті або прибережні райони. Хвилясті папужки мають дві швидкості польоту, між якими вони здатні перемикатися залежно від обставин.
Живляться насінням спініфексу, злакових та іноді дозріваючою пшеницею. За можливості харчується посівами зернових культур та насінням газонних трав.
За межами Австралії єдиним довготривалим поселенням натуралізованих здичалих хвилястих папуг є велика популяція поблизу Сент-Пітерсберга, штат Флорида. Посилення конкуренції за місця гніздування з боку європейських шпаків і хатніх горобців вважається основною причиною скорочення популяції у Флориді з 1980-х років. Більш стабільні кліматичні умови у Флориді значно послабили їхню кочову поведінку. Вид був інтродукований у Пуерто-Ріко та різних регіонах США.

## Поведінка

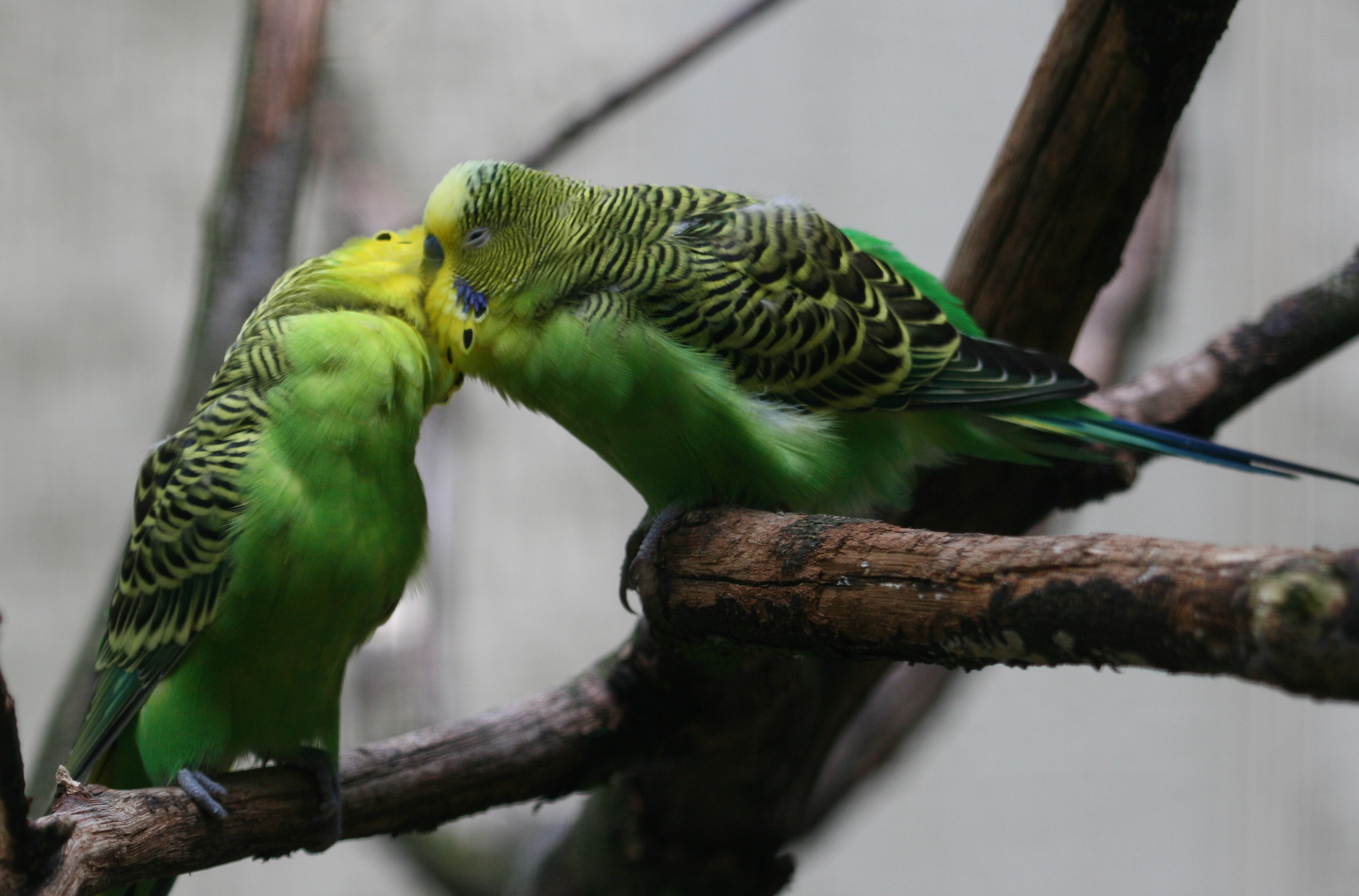
Пара хвилястих папуг, Кельнський зоопарк

### Розмноження
Розмноження в дикій природі зазвичай припадає з червня по вересень на півночі Австралії та з серпня по січень на півдні, або у будь-який період після дощів, коли трави стають найбільш багатими на насіння. Хвилясті папужки моногамні та розмножуються великими колоніями по всьому своєму ареалу. Вони демонструють прихильність до своїх одноплемінників, причісуючи або годуючи один одного. Хвилясті папуги годують один одного, з'їдаючи насіння, а потім відригуючи його в рот своєму одноплеміннику. У дикій природі практично всі види папуг потребують для гніздування дуплисте дерево або порожнисту колоду. Для розмноження хвилястих папуг в неволі, їм надають гніздову шпаківню. Самка відкладає 4–8 маленьких білих яєць з інтервалами у два дні та висиджує їх протягом 18–21 дня. Самець в цей час підгодовує її, але перший час не допускається самкою всередину гнізда. Пташенята з'являються неопереними та сліпими. Приблизно у 10-денному віці у пташенят розплющуються очі, і у них починає розвиватися пір'яний пух. На цьому етапі розвитку пташенят самець зазвичай починає відвідувати гніздо, щоб допомагати самці доглядати та годувати пташенят. У місячному віці пташенята-злітки покидають гніздо.
Існують докази одностатевої сексуальної поведінки серед самців хвилястих папуг. Спочатку існувала гіпотеза, що вони таким чином «практикують токування», щоб бути кращими партнерами для розмноження для самок; однак між участю в одностатевій поведінці та успіхом у створенні пари спостерігається зворотний зв'язок.

## Утримання у неволі

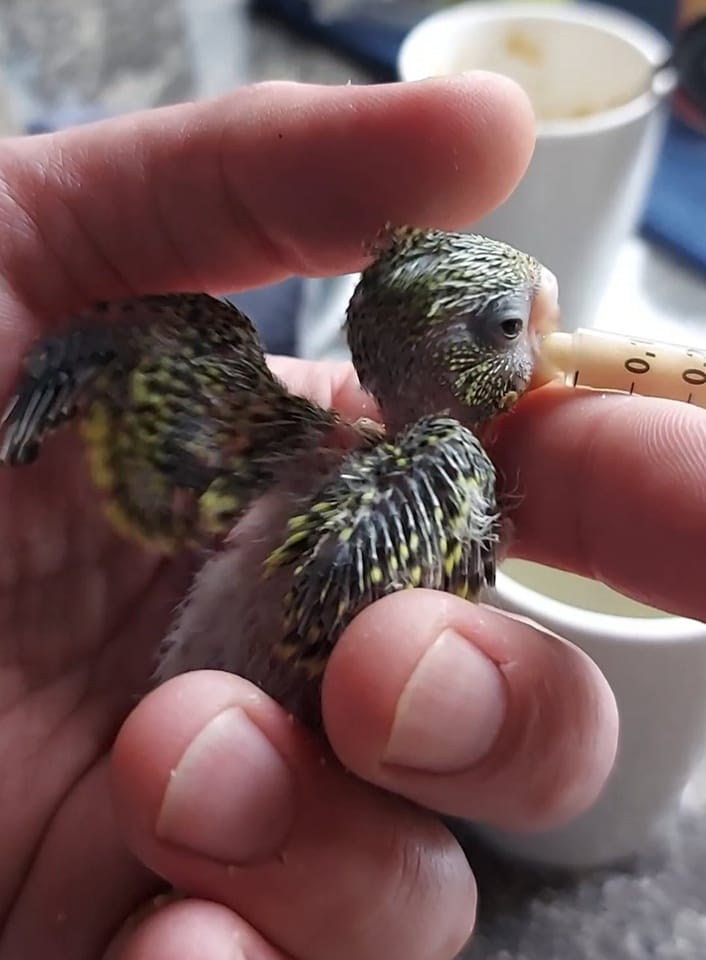
Ручне годування пуцьвірінка

Хвилястих папуг розводять у неволі з 1850-х років. Вони соціальні тварини та потребують стимуляції у вигляді іграшок, взаємодії з людьми або іншими хвилястими папужками. У неволі хвилясті папужки живуть в середньому від п'яти до восьми років, але були випадки, коли тривалість життя сягала 15–20 років. Тривалість життя залежить від породи, родоводу та стану здоров'я, а також значною мірою від фізичних навантажень і раціону тварини.
Хвилясті папуги гризтимуть все, що знайдуть, щоб тримати дзьоб підточеним. Для цього підійдуть мінеральні блоки (бажано збагачені йодом), кістка каракатиці та м'які шматочки деревини. Кістки каракатиці також містять кальцій, необхідний для правильного формування яєць і міцності кісток.
Хвилясті папужки можуть викликати у чутливих людей «легені любителя птахів» — різновид гіперчутливого пневмоніту. За винятком кількох захворювань, хвороби цього виду не передаються людині.

### Імітація голосу
Приручених хвилястих папужок можна навчити розмовляти, свистіти та грати з людьми. Як самці та і самки співають і можуть навчитися імітувати звуки та слова, а також виконувати прості трюки, але спів і імітування голосу більш виражені та краще розвинені у самців. Самки рідко вчаться імітувати більше десятка слів. Самці можуть легко поповнювати словниковий запас від кількох десятків до сотні слів. Самці, особливо ті, що утримуються наодинці, як правило, вчаться говорити найкраще. Паку, самцю хвилястого папуги американки Камілли Джордан, належить світовий рекорд за найбільшим словниковим запасом серед усіх птахів — 1728 слів. Пак помер у 1994 році, а рекорд вперше з'явився у виданні Книги рекордів Гіннеса 1995 року.

### Клітки для хвилястих папуг
Клітка для хвилястих папуг має бути досить простора, щоб птах міг в ній трохи політати. Її мінімальний розмір для однієї папужки має бути такий, щоб пташка, перебуваючи в клітці, могла розпрямляти крила. Для хвилястих папуг мінімальні розміри будуть: ширина — 25 см, довжина — 40 см, висота — 40 см.